# 阿斯氏可哥鮋
阿斯氏可哥鮋為輻鰭魚綱鮋形目鮋亞目絨皮鮋科的其中一種，為溫帶海水魚，分布於西太平洋越南海域，棲息深度10-20公尺，體長可達4.2公分，棲息在珊瑚礁底層水域，生活習性不明。

## 扩展阅读
維基物種上的相關：阿斯氏可哥鮋